# Гросхофлајн
Гросхофлајн (мађ. Nagy-Höflány, Nagyhöflány, хрв. Velika Holovajna) је градић у источној Аустрији, у савезној држави Бургенланд. Налази се у близини главног града Ајзенштата.

## Историја
Ово подручје је било део келтског краљевства Норик. Под римским царством, данашњи Гросхофлајн је био у провинцији Панонији.
Као и цео Бургенланд, Гросхофлајн је био у Мађарској до 1920/21.
Према Андрашу Валију," „Нађ Хефлајн. Немачко поље. Град Шопрон. Власник. Х. Естерхази. Његови становници су католици. Налази се на 2 2/3 одмереног земљишта од Шопрона. Омеђен је са два поља притиска. Такође узгаја пшеницу. , раж, јечам, зоб и хељда, а вино му је добро, ливада му је мала, господство има лепу ловачку кућу на планини на западу, овде је и пошта.”"

## Познате личности
У Гросхофлајну је 1645 године умро Миклош Естерхази оснивач западно-мађарске племићке лозе Естерхазија која је била једна од највећих и најутицајнијих аристократских породица краљевине Мађарске.